# Lista de animes por data de lançamento (1939–1945)
Aqui está uma lista de animes organizados por ordem de lançamento, abrangendo produções de animação japonesa feitas entre 1939 e 1945.
| Nome inglês                         | Nome Japonês            | Romaji                       | Formatar       | Data de lançamento original |
| ----------------------------------- | ----------------------- | ---------------------------- | -------------- | --------------------------- |
| Benkei and Ushiwaka                 | 弁慶対牛若              | Benkei tai Ushiwaka          | Curta-metragem | 1939                        |
| Cat's Folktale                      | ニャンの浦島            | Nyan no urashima             | Curta-metragem | 1939                        |
| Monkey and Crabs                    | 新猿蟹合戰              | Shin Sarukanigassen          | Curta-metragem | 1939                        |
| Swim, Monkey, Swim!                 | 泳げや泳げ              | Oyoge ya Oyoge               | Curta-metragem | 1939                        |
| The Sea Eagle                       | 海の荒鷲                | Umi no arawashi              | Curta-metragem | 1939                        |
| Kintaro's Training Day              | キンタロー体育日記      | Kintarou Taiiku Nikki        | Curta-metragem | 1940                        |
| Magician In The Dream               | 夢の魔術師              | Yume no Majutsushi           | Curta-metragem | 1940                        |
| The Quack Infantry Troop            | あひる陸戰隊            | Ahiru rikusentai             | Curta-metragem | 1940                        |
| The Pretend Butterfly Lady          | お蝶夫人の幻想          | Ochofujinno genso            | Curta-metragem | 1940                        |
| Arichan the Ant                     | アリチャン              | Arichan                      | Curta-metragem | 1941                        |
| Attack on Fuku-chan                 | フクちゃんの奇襲        | Fuku-chan no kishū           | Curta-metragem | 1941                        |
| Baby Kangaroo's Birthday Surprise   | カンガルーの誕生日      | Kangaroo no Tanjoubi         | Curta-metragem | 1941                        |
| Children and Handicraft             | 子供と工作              | Kodomo to kōsaku             | Curta-metragem | 1941                        |
| Jack and the Beanstalk              | ジャックと豆の木        | Jakku to mame no ki          | Curta-metragem | 1941                        |
| Our Marines                         | お猿三吉 ぼくらの海兵団 | Bokura no Kaiheidan          | Curta-metragem | 1941                        |
| The Lazy Fox                        | なまけぎつね            | Namakegitsune                | Curta-metragem | 1941                        |
| Defeat of the Spies                 | スパイ撃滅              | Supai Gekimetsu              | Curta-metragem | 1942                        |
| Mabo Fights Hard in the South Seas  | マー坊の南海奮戦記      | Mabo no nankai funsen-ki     | Curta-metragem | 1942                        |
| Momotaro's Sea Eagles               | 桃太郎の海鷲            | Momotarou no Umiwashi        | Film           | 1942                        |
| Mountain Mobilization               | お山の総動員            | Oyama no Soudouin            | Curta-metragem | 1942                        |
| Princess Kaguya                     | かぐや姫                | Kaguya Hime                  | Curta-metragem | 1942                        |
| Sankichi the Monkey: The Air Combat | お猿の三吉～防空戦      | Osaru no Sankichi: Boukuusen | Curta-metragem | 1942                        |
| Long Live Japan                     | 日本 万歳               | Nippon Banzai                | Curta-metragem | 1943                        |
| Spider and Tulip                    | くもとちゅうりっぷ      | Kumo to Tulip                | Curta-metragem | 1943                        |
| The Battle of the Malay Sea         | マレー沖海戦            | Maree oki kaisen             | Curta-metragem | 1943                        |
| Fuku-chan's Submarine               | フクちゃん部隊出撃の歌  | Fuku-chan no Sensuikan       | Curta-metragem | 1944                        |
| Insect Heaven                       | 昆虫天国                | Konchu Tengoku               | Curta-metragem | 1945                        |
| Momotaro's Divine Sea Warriors      | 桃太郎 海の神兵         | Momotarō: Umi no Shinpei     | Longa-metragem | 1945                        |

## Nascimentos notáveis
- Em 26 de junho de 1940, nasceu Tetsu Dezaki, habilidoso diretor, produtor e roteirista.
- Em 5 de janeiro de 1941, nasceu Hayao Miyazaki, renomado diretor, produtor, roteirista, animador, autor e artista de mangá. [25]
- Em 18 de novembro de 1943, nasceu Osamu Dezaki (1943-2011), distinto diretor de cinema e roteirista. [26]
- Em 21 de abril de 1944, veio ao mundo Toyoo Ashida (1944-2011), um talentoso diretor, designer de personagens, animador, diretor de animação e roteirista.

## Mortes notáveis
- 2 de fevereiro de 1945 - Seitarō Kitayama (n. 1888) [27]